# Yeti – Der Schneemensch kommt
Yeti – Der Schneemensch kommt (Originaltitel: Yeti – Il gigante del 20º secolo; kurz auch Yeti) ist ein italienischer Spielfilm von Frank Kramer (Pseudonym von Gianfranco Parolini) aus dem Jahr 1977.

## Handlung
An der Küste von Neufundland in Nordosten Nordamerikas wird ein Yeti gefunden, der in einem Eisblock eingefroren ist. Professor Wassermann wird von dem Industriellen Morgan Hunnicut gebeten, den Yeti wissenschaftlich zu untersuchen. Wassermann ahnt nicht, dass Hunnicut den Yeti für sein Unternehmen Hunnicut Enterprises zu Werbezwecken einsetzen will.
An der Expedition beteiligt sind auch der Firmenrepräsentant Cliff Chandler sowie Hunnicuts Enkelkinder Jane und Herbie, beide in Begleitung des Collies Indio. Herbie ist stumm, seitdem die Eltern beider Geschwister bei einem Flugzeugunglück umgekommen sind.
Der Yeti wird mit dem Hubschrauber abtransportiert und aufgetaut. Durch die Blitzlichter der Fotografen wird der Yeti aggressiv. Er befreit sich und verursacht eine Massenpanik, während der der Yeti von einem Gewehrschuss an der Hand verletzt wird. Der Yeti flüchtet mit Jane und Herbie zum See und schließt Freundschaft mit ihnen, als er den beiden Geschwistern Fisch zum Essen mitbringt. Nach dem Essen kämmt der Yeti mit der Gräte seines Fisches Janes Haare. In der Zwischenzeit holt Indio Cliff Chandler und Professor Wasserman herbei. Professor Wasserman vermutet, dass der Yeti Jane und Herbie als seine Familie betrachtet. Jane versorgt seine verletzte Hand.
Hunnicut unternimmt eine die Aktienkurse seines Konzerns steigernde Werbekampagne mit dem Yeti, was Professor Wassermans und Janes Unmut hervorruft. Bei einer Werbeveranstaltung kommt es wieder zu einer Massenpanik, nachdem der Yeti auf die Blitzlichter der Fotografen reagiert hat. Jane stürzt bei ihrer Flucht in einen Aufzugschacht und wird vom Yeti gerettet. Jane bringt den Yeti in Sicherheit; ihr Großvater schickt Chandler und Professor Wassermann nach den beiden. Während Professor Wassermann den geschwächten Yeti versorgt, manipulieren Cliff Chandler und zwei Handlanger von Hunnicuts Konkurrenz die Sauerstoffversorgung des Yetis, töten Professor Wassermann und geben dem Yeti die Schuld. Als die Sauerstoffversorgung wiederhergestellt ist, attackiert der Yeti die wahren Mörder von Professor Wasserman.
Während die Polizei Jagd auf den Yeti macht, durchschaut Jane, wer die wahren Mörder von Professor Wassermann waren. Es kommt zum Kampf zwischen Jane und Herbie mit Chandler, nachdem Herbie ein Telefonat von Chandler mit seinen Hintermännern mitbekommen hat. Der Yeti kommt den beiden Geschwistern zur Hilfe. Als Chandler und seine Komplizen mit Herbie fliehen, folgt der Yeti ihnen und macht sie unschädlich. Die Polizei will den Yeti erschießen, doch Jane schafft es, ihn zu beruhigen, und rät ihm, in seine Welt zurückzukehren.

## Hintergrund
- Bereits im Jahr 1957 wurde das Thema mit der britischen Produktion Yeti, der Schneemensch verfilmt.
- Nach dem King Kong-Film von 1976 plante dessen Produzent Dino de Laurentiis einen Yeti-Film, der im Himalaya gedreht werden und auf einer Geschichte von Giorgio Moser basieren sollte.[1] Angeblich erzählte Moser Parolini von dem Projekt und behauptete später, Parolini habe ihm die Idee gestohlen.
- Jim Sullivan ist hier in der größeren Rolle des Herbie einmalig als Filmschauspieler tätig.
- Am 27. Oktober 2023 lief der Film als Teil der SchleFaZ-Reihe auf Tele 5.

## Rezeption
„Unterhaltungsspektakel, das den Mythos vom häßlichen Ungeheuer und seiner heimlichen Sehnsucht nach helfender Liebe zugunsten von Effekten und naivem Grusel verspielt.“

„Dieses Ausmaß an Unsinn macht fassungslos.“